# Danh sách cầu thủ tham dự giải vô địch bóng đá U-16 châu Âu 1998
Dưới đây là danh sách các đội hình tham gia Giải vô địch bóng đá U-16 châu Âu 1998 ở Scotland.

## Bảng A

### Đan Mạch
Huấn luyện viên:

### Hy Lạp
Huấn luyện viên:

### Iceland
Huấn luyện viên:

### Thụy Điển
Huấn luyện viên:

## Bảng B

### Ý
Huấn luyện viên:

### Liechtenstein
Huấn luyện viên:

### Na Uy
Huấn luyện viên:

### Bồ Đào Nha
Huấn luyện viên:

## Bảng C

### Phần Lan
Huấn luyện viên:

### Cộng hòa Ireland
Huấn luyện viên: Brian Kerr

| Số | VT | Cầu thủ           | Ngày sinh (tuổi)            | Trận | Bàn | Câu lạc bộ          |
| -- | -- | ----------------- | --------------------------- | ---- | --- | ------------------- |
| 1  | TM | Joe Murphy        | 21 tháng 8, 1981 (16 tuổi)  |      |     | Tranmere Rovers     |
| 2  | HV | John Thompson     | 12 tháng 10, 1981 (16 tuổi) |      |     | Home Farm           |
| 4  | HV | Keith Foy         | 30 tháng 12, 1981 (16 tuổi) |      |     | Nottingham Forest   |
| 6  | HV | Jim Goodwin       | 20 tháng 11, 1981 (16 tuổi) |      |     | Celtic              |
| 5  | HV | John O'Shea       | 30 tháng 4, 1981 (16 tuổi)  |      |     | Waterford Bohemians |
| 17 | TV | Andy Reid         | 29 tháng 7, 1982 (15 tuổi)  |      |     | Nottingham Forest   |
| 10 | TV | Shaun Byrne       | 21 tháng 1, 1981 (17 tuổi)  |      |     | West Ham United     |
| 14 | TV | Brendan McGill    | 22 tháng 3, 1981 (17 tuổi)  |      |     | Rivervalley Rangers |
| 11 | TĐ | David McMahon     | 17 tháng 1, 1981 (17 tuổi)  |      |     | Newcastle United    |
| 9  | TV | Liam Miller       | 13 tháng 2, 1981 (17 tuổi)  |      |     | Celtic              |
| 15 | TĐ | Graham Barrett    | 6 tháng 10, 1981 (16 tuổi)  |      |     | Arsenal             |
| 13 | HV | Dessie Byrne      | 14 tháng 10, 1981 (16 tuổi) |      |     | Cherry Orchard      |
| 12 | TV | Jonathan Douglas  | 22 tháng 11, 1981 (16 tuổi) |      |     | Monaghan United     |
| 18 | TV | David Warren      | 28 tháng 2, 1981 (17 tuổi)  |      |     | Mayfield            |
| 7  | HV | Brian O'Callaghan | 24 tháng 2, 1981 (17 tuổi)  |      |     | Pike Rovers         |
| 3  | HV | Ian Rossiter      | 25 tháng 2, 1981 (17 tuổi)  |      |     | Galway United       |
| 8  | TV | Kevin Grogan      | 15 tháng 11, 1981 (16 tuổi) |      |     | Manchester United   |
| 16 | TM | David Madden      | 28 tháng 2, 1981 (17 tuổi)  |      |     | Tramore Athletic    |

### Scotland
Huấn luyện viên:

### Tây Ban Nha
Huấn luyện viên:

## Bảng D

### Croatia
Huấn luyện viên:

### Israel
Huấn luyện viên:

### Nga
Huấn luyện viên: Aleksandr Kuznetsov

| Số | VT | Cầu thủ             | Ngày sinh (tuổi)            | Trận | Bàn | Câu lạc bộ                |
| -- | -- | ------------------- | --------------------------- | ---- | --- | ------------------------- |
|    | TM | Veniamin Mandrykin  | 30 tháng 8, 1981 (16 tuổi)  |      |     | Alania Vladikavkaz        |
|    | TM | Stanislav Khoteyev  | 7 tháng 3, 1981 (17 tuổi)   |      |     | Lokomotiv Moscow          |
|    | HV | Semyon Semenenko    | 9 tháng 7, 1981 (16 tuổi)   |      |     | Lokomotiv Moscow          |
|    | HV | Oleg Kuzmin         | 9 tháng 5, 1981 (16 tuổi)   |      |     | Spartak Moscow            |
|    | HV | Ivan Telyatnikov    | 29 tháng 4, 1981 (16 tuổi)  |      |     | Chkalovets Novosibirsk    |
|    | HV | Aleksandr Klyuyev   | 3 tháng 1, 1981 (17 tuổi)   |      |     | Chernomorets Novorossiysk |
|    | HV | Kirill Novikov      | 14 tháng 1, 1981 (17 tuổi)  |      |     | Dynamo Moscow             |
|    | HV | Konstantin Lobov    | 2 tháng 5, 1981 (16 tuổi)   |      |     | Smena Saint Petersburg    |
|    | HV | Roman Romanov       | 5 tháng 2, 1981 (17 tuổi)   |      |     | DYuSSh Volzhsky           |
|    | TV | Aleksandr Gorin     | 7 tháng 1, 1981 (17 tuổi)   |      |     | DYuSSh Voronezh           |
|    | TV | Alan Kusov          | 11 tháng 8, 1981 (16 tuổi)  |      |     | Alania Vladikavkaz        |
|    | TV | Ruslan Pimenov      | 25 tháng 11, 1981 (16 tuổi) |      |     | Torpedo Moscow            |
|    | TV | Pavel Khramov       | 19 tháng 3, 1981 (17 tuổi)  |      |     | CSKA Moscow               |
|    | TV | Anatoli Malkov      | 8 tháng 7, 1981 (16 tuổi)   |      |     | DYuSSh Volgograd          |
|    | TĐ | Yevgeni Zinovyev    | 15 tháng 6, 1981 (16 tuổi)  |      |     | Chkalovets Novosibirsk    |
|    | TĐ | Alan Sakiyev        | 2 tháng 8, 1981 (16 tuổi)   |      |     | Alania Vladikavkaz        |
|    | TĐ | Aleksandr Shchipkov | 6 tháng 4, 1981 (17 tuổi)   |      |     | Spartak Moscow            |
|    | TĐ | Sergei Gorokhov     | 12 tháng 11, 1981 (16 tuổi) |      |     | Alania Vladikavkaz        |

### Ukraina
Huấn luyện viên:
Bản mẫu:European Under-16/17 Football Championship